# Henrique de Noronha

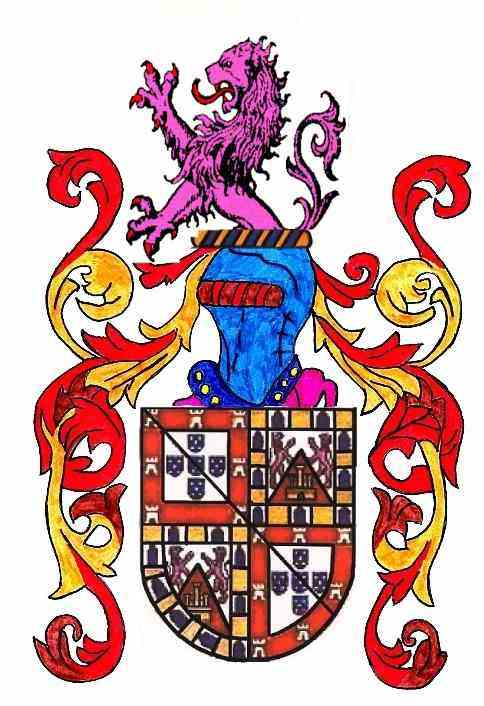
Brasão de Armas da família Noronha.

D. Henrique de Noronha (c. 1384) foi um fidalgo e militar do Reino de Portugal. Passou vários anos na corte do rei Carlos III de Navarra e de sua esposa, e tia de Henrique, Leonor de Castela. Em 1.º de janeiro de 1407, ele recebeu vinte libras do Tesouro Real de Navarra, "para ver seu pai que estava em Bayonne". No dia 24 do mesmo mês, recebeu mais 200 libras, "depois de ter passado muito tempo na casa do rei de Navarra", quando, após a morte do rei Henrique III, quis voltar a viver em Castela, e com esta quantia ficava satisfeito de tudo que lhe era devido na Casa do rei de Navarra. Passando para Portugal, foi Capitão do exército na tomada de Ceuta, acompanhou D. João I em sua galé real, e onde foi feito cavaleiro, pelo Infante D. Duarte, futuro rei D. Duarte de Portugal, e também onde morreu em combate. 

## Relações familiares
Foi filho de Afonso, conde de Gijón e Noronha e de Isabel de Portugal, senhora de Viseu. Não foi casado, mas teve a geração que segue:
- D. Nuno de Noronha, que segundo as genealogias, casou com Mécia de Riba de Mira, ou Riba de Neiva, ou Ribadaneira, filha de Rui Lourenço de Ribadaneira, fidalgo galego, com descendência legítima e ilegítima[3].
- D. Maria de Noronha, casou com D. Pedro Vaz de Melo, 1.º conde da Atalaia (do 1.º título criado pelo rei D. Afonso V de Portugal por carta de 21 de Dezembro 1466, justamente a favor de D. Pedro Vaz de Melo), regedor da Casa do Cível de Lisboa por D. Afonso V, falecido em 24 de agosto de 1478, sendo sepultado em São Domingos de Lisboa, filho de Gonçalo Vaz de Melo, alcaide-mor de Évora e de Isabel de Albuquerque.[5] [nota 1]